# Мадридское дерби
Мадридское дерби (исп. El Derbi madrileño) — футбольное дерби Мадрида между клубами «Реал Мадрид» и «Атлетико Мадрид». История противостояния двух команд ведётся с 1906 года и на данное время насчитывает 286 матчей во всех турнирах.

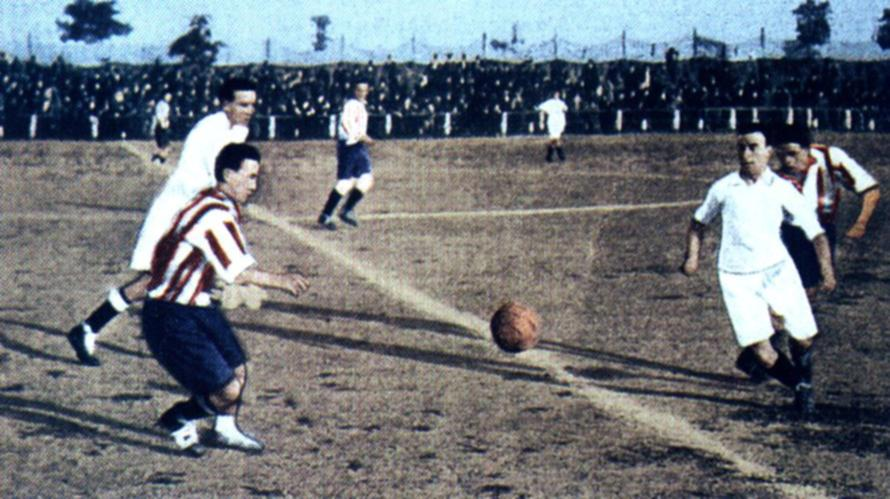
Мадридское дерби в 1920 году

## История
Противостояние двух самых успешных футбольных клубов столицы Испании носит также и социальный характер. Так, «Реал» традиционно поддерживают представители среднего и высшего классов столичного общества. Домашняя арена «Реала» — стадион «Сантьяго Бернабеу» расположен на севере Мадрида в престижном округе Чамартин. Среди прозвищ команды есть и Лос-Меренгес (что традиционно переводят как сливочные), которое означает пирожные, доступные в начале XX века лишь зажиточным горожанам.
«Атлетико» же поддерживают представители рабочего класса. Новый стадион клуба «Ванда Метрополитано» расположен на северо-востоке Мадрида в районе Сан Блас-Канильехас. Среди прозвищ «Атлетико» есть Отдушина для бунтарей (исп. sentimiento de rebeldía).

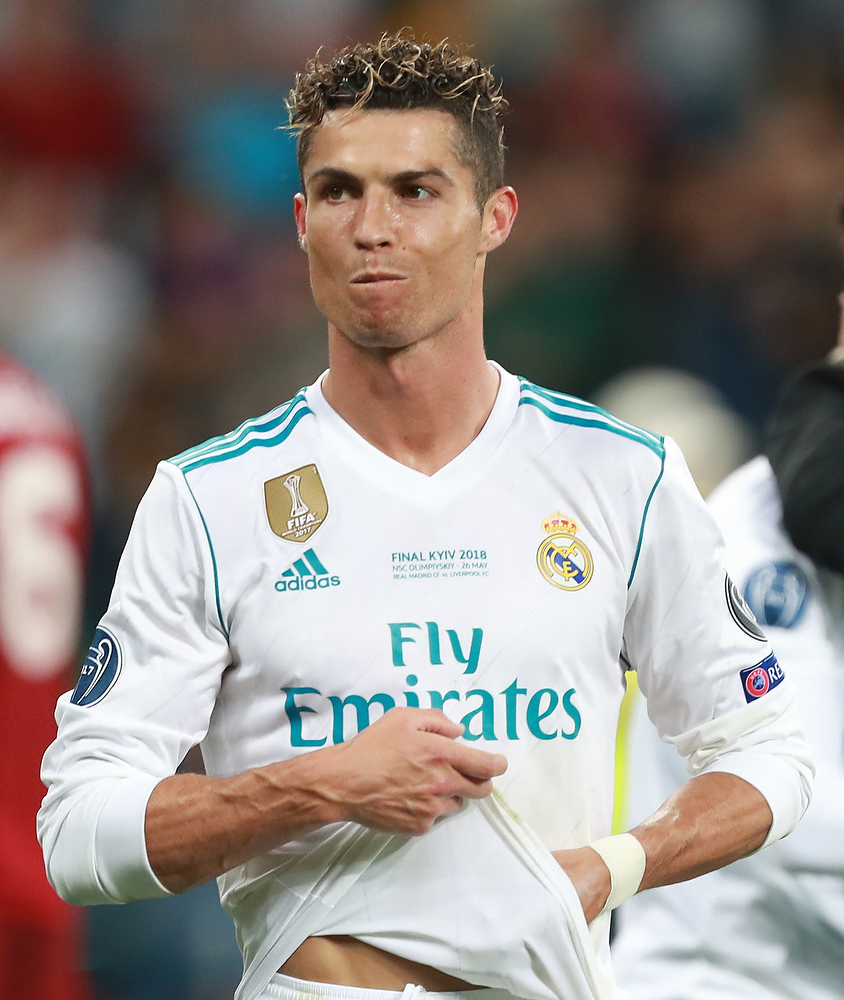
Криштиану Роналду является лучшим бомбардиром мадридского дерби как игрок «Реала». На его счету 22 гола

В ранний период Франкистской Испании «Атлетико» был одним из лидеров испанского футбола из-за своей привязки к Военно-воздушным силам Испании. Однако впоследствии режим Франко всё более поддерживал «Реал», в котором он видел некоего своего «посла» на международной арене в условиях политической изоляции, способного добывать титулы на международной арене.
До середины 1950-х клубы имели примерно равную статистику в дерби, однако потом в дерби начал доминировать «Реал», в котором собрались лучшие футболисты того времени. Положение ненадолго изменилось в 1970-х, когда «Атлетико» нанес несколько чувствительных поражений своему сливочному соседу, но потом продолжил свою гегемонию королевский клуб. В 1980-х матрасники дважды разгромили Реал на «Сантьяго Бернабеу» со счетом 4:0, однако это были исключительно локальные успехи, так как чемпионаты Испании выигрывал преимущественно «королевский клуб». В 1990-х и 2000-х матрасники ничего не могли противопоставить своим соперниках, более того, «Атлетико» не мог обыграть «сливочных» на протяжении 14 лет (1999—2013). Все изменилось с приходом на пост главного тренера матрасников Диего Симеоне, под руководством которого был обыгран «Реал» в финале Кубка Испании 2013 со счётом 2:1, а на следующий год «Атлетико» выиграл чемпионат Испании, спустя 18 лет после своего последнего триумфа, и дошёл до финала Лиги чемпионов. В течение 2014—2015 годов «королевский клуб» имел 7 — матчевую безвыигрышную серию в играх против «индейцев». В одном из матчей «Атлетико» праздновал успех со счетом 4:0.
Игрок с наибольшим количеством появлений в мадридском дерби — Серхио Рамос с 43 матчами.

## Лига чемпионов
Первая встреча в рамках полуфинала Лиги чемпионов состоялась еще в 1959 году. Тогда потребовалось 3 матча для определения финалиста. Победу одержал «Реал», после чего выиграл турнир.
Следующая встреча состоялась в финале турнира в 2014 году. «Реал Мадрид» победил в дополнительное время со счетом 4:1 и завоевал десятый трофей. Причем «галактикос» забили свой первый мяч на 93 — й минуте встречи благодаря усилиям защитника Серхио Рамоса, тем самым переведя игру в овертайм. Команды встретились уже через год в четвертьфинале: «Реал» победил «Атлетико» со счетом 1:0 по сумме двух встреч и вышел в полуфинал, прервав 7 — матчевую безвыигрышную серию в матчах против соседей.
В 2016 году команды третий раз подряд встретились на европейской арене — в миланском финале, где после ничьей 1:1 в основное и дополнительное время «Реал» выиграл по пенальти со счетом 5:3 и завоевал свой 11-й Кубок Чемпионов.
В 2017 году в первом полуфинальном матче на «Сантьяго Бернабеу» «Реал» победил с счетом 3:0. В итоге «Реал» выиграл у «Атлетико» по сумме двух матчей 4:2 и второй раз подряд вышел в финал турнира. Примечательно, что ответный матч стал последним для «Атлетико» в еврокубках на стадионе «Висенте Кальдерон». Перед сезоном 2017/18 «матрасники» переехали на стадион «Ванда Метрополитано».

## Суперкубок УЕФА
Мадридские клубы встретились между собой в рамках Суперкубка Европы в среду, 15 августа 2018 года. «Реал Мадрид» получил право участвовать в турнире благодаря победе в Лиге Чемпионов УЕФА, а «Атлетико» — на правах победителя Лиги Европы УЕФА. Это был первый случай в истории турнира, когда между собой сыграли клубы из одного города. По итогам матча «матрасники» одержали победу над «королевским клубом» со счетом 4:2 в дополнительное время.